# Postbank-Hochhaus (Berlin)
Das heutige Postbank-Hochhaus (früher: Postscheckamt Berlin West [Bln W], seit 1985: Postgiroamt Berlin) ist ein Hochhaus der Postbank am Halleschen Ufer 40–60 und der Großbeerenstraße 2 im Berliner Ortsteil Kreuzberg. Es hat 23 Geschosse und gehört mit einer Höhe von 89 Metern zu den höchsten Gebäuden in Berlin.

## Geschichte und Entstehung

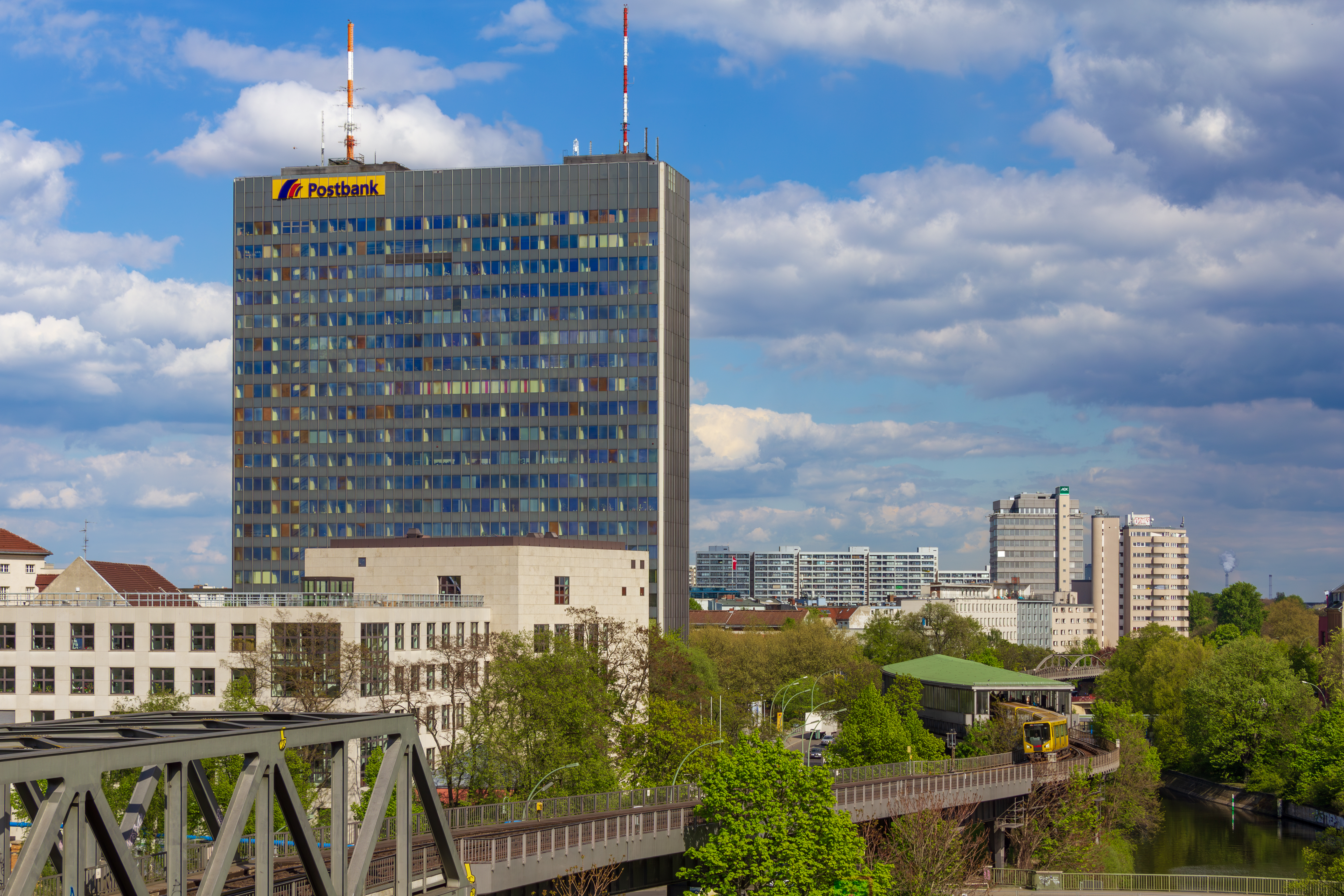
Postbank-Hochhaus und U-Bahnhof Möckernbrücke von Westen (2015)

Das Berliner Postscheckamt war ab 1909 in einem Neubau in der Dorotheenstraße 29 (heute: 84), der einen Teil der ehemaligen Markthalle IV integrierte, untergebracht und war bis zum Ende des Zweiten Weltkriegs für den Bereich der Städte Berlin, Frankfurt (Oder), Potsdam, Magdeburg und Stettin zuständig. Aufgrund der Deutschen Teilung wurde das Postscheckamt in der Dorotheenstraße nur noch von der Deutschen Post der DDR genutzt. Für den Westteil Berlins gab es damit zunächst kein eigenes Postscheckamt, daher wurde dort 1948 das Postscheckamt West eröffnet.
Nach den Plänen des Oberpostdirektors Prosper Lemoine wurde von 1965 bis 1971 das Gebäude des Postscheckamtes Berlin West errichtet. 2014 kaufte die CG Gruppe das Gebäude von der Postbank, die das Gebäude als Mieter bis Mitte 2016 weiternutzte. Nach dem Auszug der Postbank sollte das Hochhaus saniert und zu einem Wohn- und Hotelkomplex umgebaut werden.
Die CG-Gruppe um Christoph Gröner stieg 2019 aus dem Projekt aus, nachdem ein Streit um dessen Umsetzung zuvor beigelegt worden war und wohnungspolitische Forderungen des Bezirks Friedrichshain-Kreuzberg und dessen Baustadtrates Florian Schmidt durchgesetzt werden konnten.
Berlins größte landeseigene Wohnungsgesellschaft Degewo und die Kölner Firma Art-Invest Real Estate haben inzwischen das Areal um das ehemalige Postscheckamt erworben.
Unter dem Namen Die Macherei Berlin-Kreuzberg ist geplant, auf dem Areal um das ehemalige Postscheckamt ein modernes, klimafreundliches Quartier zu erbauen. Zukünftig soll das Umfeld des Hochhauses um drei Gebäudekomplexe ergänzt werden und für ein urbanes sowie sozial durchmischtes Nutzungsgeflecht stehen. Damit das Quartier möglichst autofrei bleibt, wird es eine Fahrrad-Garage und verschiedene Sharing-Angebote geben. Das ehemals nur privat genutzte Areal wird damit durch seine nachhaltige und gesamtheitliche Konzeption der Stadtgemeinschaft zur Verfügung gestellt. Das Konzept steht für die urbane Verbindung aus Leben und Arbeiten und wird derzeit bereits in München realisiert.

## Architektur

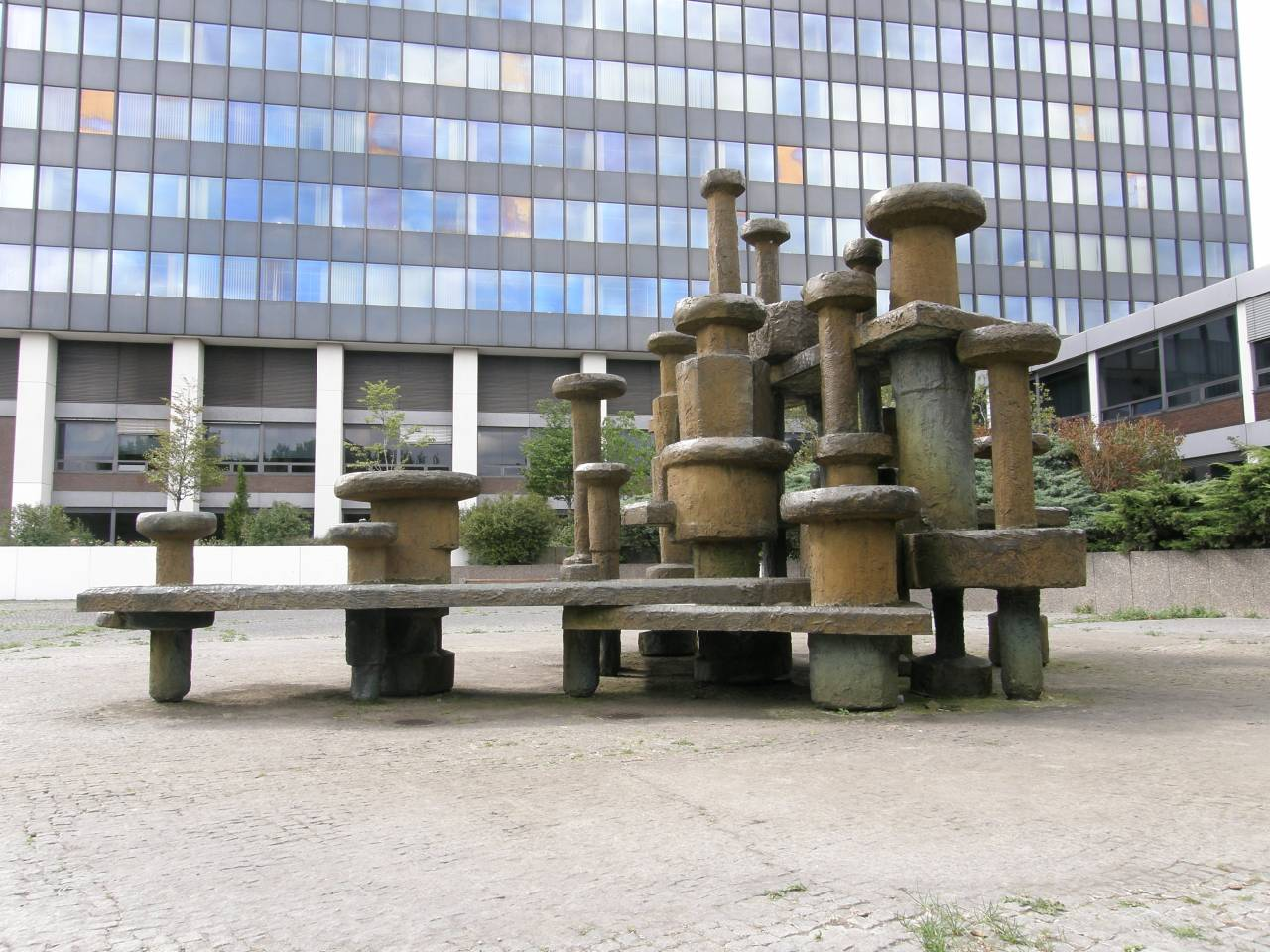
Springbrunnenanlage von Gottfried Gruner

Das im Internationalen Stil gebaute Hochhaus besitzt eine Aluminium-Glas-Fassade. Die Gestaltung der Fassade orientiert sich an Mies van der Rohes Seagram Building in New York.
Zu dem Gebäude gehören zwei Anbauten. In dem zweigeschossigen Flachbau waren ein Rechenzentrum und die Schalterhalle, in dem sechsgeschossiges Gebäude ein Heizwerk und eine Werkstatt untergebracht. Vor dem Hochhaus befindet sich der Große Brunnen von Gottfried Gruner. Er besteht aus 18 Säulen aus Bronze und wurde 1972 in Betrieb genommen.
Am 18. März 2021 erfolgte der Spatenstich für das Areal Die Macherei Berlin-Kreuzberg, das innerhalb von rund drei Jahren in ein urbanes Quartier transformiert wird. Auf der rund 20.000 m² großen Grundstücksfläche sollen neben öffentlichen Plätzen drei Gebäude unterschiedlicher Architektur-Sprachen entstehen. Insgesamt soll das nach dem Masterplan von Sauerbruch Hutton entwickelte Areal über mehr als 74.600 m² Brutto-Grundfläche verfügen. Das gesamtheitlich entwickelte Nutzungskonzept wird durch offene Stadtplätze für die künftigen Beschäftigten, Bewohner, Berliner und Touristen abgerundet. Aufgeteilt ist das Areal in drei Gebäudekomplexe. Der erste Bauabschnitt ist das von ROBERTNEUN Architekten gestaltete Holz-Carré M40 im östlichen Grundstücksteil des Quartiers. Es soll neben Büro- auch Tagungs- und Eventflächen sowie Gastronomie und Geschäfte des täglichen Bedarfs beherbergen. Der zweite Bauabschnitt entsteht auf dem westlichen Grundstücksteil mit den von Sauerbruch Hutton entworfenen Neubauten M60 – Das Zero Co2-Haus und dem Gebäude M55 – Urban Living mit 78 Wohnungen. Dank Photovoltaiktechnik soll das Gebäude eines der ersten klimaneutralen und zugleich urbanen Bürohäuser dieser Größe in Deutschland werden. Der dritte und letzte Bauabschnitt besteht aus dem zentralen – als Postscheckamt-Tower bekannten – 90-Meter-Turm, der unter dem Namen M50 – Der Design Tower ökologisch revitalisiert wird. Für die nachhaltige Sanierung zeichnen Eike Becker Architekten verantwortlich. Mit der Neubebauung des ehemaligen Postscheckamt-Areals soll für den Bezirk Friedrichshain-Kreuzberg ein neues und offenes urbanes Quartier entstehen, in das ein vielfältiges Nutzungsspektrum von gewerblichen und kulturellen Nutzungen einziehen kann.

## UKW-Sender
Im Postbank-Hochhaus befanden sich bis zum Umzug nach Schöneberg am 19. Mai 2016 mehrere UKW-Sender, die von Media Broadcast betrieben wurden. Die Deutsche Funkturm (DFMG), eine Tochtergesellschaft der Deutschen Telekom AG, stellt dafür Standorte wie das Berliner Postbank-Hochhaus bereit. Über die Antennenträger auf dem Dach wurden u. a. folgende Hörfunkprogramme auf Ultrakurzwelle ausgestrahlt:
- 88vier, 500-W-Sender auf 88,4 MHz
- NPR Berlin, 400-W-Sender auf 104,1 MHz
- Radio Russkij Berlin, 100-W-Sender auf 97,2 MHz

Vor dem Mauerfall diente das Hochhaus auch als Standort für die West-Berliner Privatsender Hundert,6 und Radio 100.

## Drehort
Seit der im Mai 2019 erstmals ausgestrahlten Folge Der gute Weg der Fernsehserie Tatort dient das Gebäude dem Ermittlerteam Rubin und Karow als Polizeidienststelle.